# 札幌ホテルヤマチ
札幌ホテルヤマチ（さっぽろホテルヤマチ）は北海道札幌市西区琴似にあるホテルである。ヤマチ産業株式会社が経営しており、5階から9階に客室があり、大小の宴会場やスカイラウンジも備える。

## 周辺
- 札幌市営地下鉄東西線 琴似駅
- 北海道旅客鉄道（JR北海道）函館本線 琴似駅
- 北海道道276号琴似停車場線（琴似栄町通）
- 二十四軒手稲通
- イトーヨーカ堂琴似店
- 5588KOTONI
- イオン札幌琴似店
- マックスバリュ琴似店